# Abdolreza Rahmani Fazli
Abdolreza Rahmani Fazli (in persiano عبدالرضا رحمانی فضلی‎; Shirvan, 1959) è un politico iraniano, ambasciatore iraniano nella Cina da maggio 2025 ed ex ministro dell'interno dal 2013 al 2021.

## Biografia
Fazli è nato a Shirvan nel 1959. È laureato alla Ferdowsi University of Mashhad. Ha inoltre conseguito un dottorato in geografia presso la Tarbiat Modarres University.